# Marvel 1943: Rise of Hydra
Marvel 1943: Rise of Hydra (с англ. — «Marvel 1943: Восхождение Гидры») — будущая компьютерная игра в жанре action-adventure, разрабатываемая Skydance New Media в сотрудничестве с Marvel Games и издаваемая Plaion. Основана на персонажах Marvel Comics Стиве Роджерсе / Капитане Америки и Чёрной пантере. По мотивам ограниченной серии комиксов Captain America/Black Panther: Flags of Our Fathers (2010), сюжет разворачивается в оккупированном Париже 1943 года во время Второй мировой войны: Американский суперсолдат Стив Роджерс заключает негласный союз с Аззури, королём Ваканды и действующей Чёрной Пантерой, пытаясь предотвратить восхождение нацистской организации «Гидра».
Игра была анонсирована Skydance и Marvel Games в октябре 2021 года как первый проект, выпущенный бывшей студией. В качестве продюсеров были привлечены главы студии Эми Хенниг и Джулиан Бик, а в следующем месяце было подтверждено, что сценаристом игры вместе с Хенниг выступит телевизионный и комиксовый писатель Марк Бернардин. Официальный анонс игры состоялся в сентябре 2022 года, а презентация — в марте 2024 года.
Релиз Marvel 1943: Rise of Hydra запланирован на I квартал 2026 года.

## Геймплей
Игра будет представлять собой приключенческий боевик, в котором игроки смогут управлять ансамблем из четырёх персонажей. Помимо главных героев Стива Роджерса / Капитана Америки и Аззури / Чёрной пантеры, в игре можно будет сыграть за Габриэля Джонса, участника команды «Воющие Коммандос», и Нанали, лидера шпионской сети Ваканды.

## Разработка
В ноябре 2019 года Skydance Media предложила режиссёру и сценаристу видеоигр Эми Хенниг создать в компании новое игровое подразделение. В октябре 2021 года подразделение, получившее название Skydance New Media, объявило, что первым крупным проектом студии станет «повествовательная, приключенческая игра-блокбастер в жанре боевика», разработанная в сотрудничестве с Marvel Games и имеющая оригинальный сюжет. В следующем месяце сценарист и телевизионный продюсер издания Marvel Comics Марк Бернардин заявил о своём участии в создании игры в качестве сценариста, подтвердив, что «провёл большую часть года в шахтах», создавая сюжет игры.
В августе 2022 года материнская корпорация издания, The Walt Disney Company, объявила о намерении представить линейку видеоигр, основанных на их интеллектуальной собственности, на совместной выставке Disney & Marvel Games Showcase, которая проходила в рамках ежегодной выставки D23 Expo как вживую, так и посредством трансляции на нескольких стриминговых платформах. Вместе с анонсом, Disney заявили, что на панели будет показана игра Skydance New Media по Marvel, которая описывается как «ансамблевая игра». Игра была анонсирована во время презентации 9 сентября 2022 года. Предварительные подробности о проекте подтвердили предыдущие сообщения о том, что действие игры будет происходить во время Второй мировой войны, а главными героями станут Стив Роджерс / Капитан Америка и Аззури / Чёрная Пантера, а также Габриэль Джонс, участник команды «Воющие Коммандос», и Нанали, лидер шпионской сети Ваканды, а главным злодеем выступит организация «Гидра».
В марте 2024 года Skydance и Marvel официально объявили полное наименование игры — «Marvel 1943: Rise of Hydra» на панели Epic Games в рамках Game Developers Conference (GDC) 2024 года, а также представили сюжетный трейлер, демонстрирующий использование в игре движка Unreal Engine 5 и анимацию персонажей. Marvel представила официальный актёрский состав игры, подтвердив, что Хари Пейтон и Дрю Мурлейн выступят в ролях Аззури и Стива Роджерса соответственно, а также Марк Ричардсон в роли Габриэля Джонса и Мегалин Эчиканвоке в роли Нанали. Marvel также объявила, что Джоэл Джонстон озвучит Говарда Старка, а Лайн Рени появится в роли Джули, оригинального персонажа, созданного для игры. Кроме того, стало известно, что композитором игры выступит Стивен Бартон.

## Выпуск
Выпуск игры ожидается в I квартале 2026 года. Ранее выход игры был запланирован на 2025 год.